# Ryōgoku Kokugikan

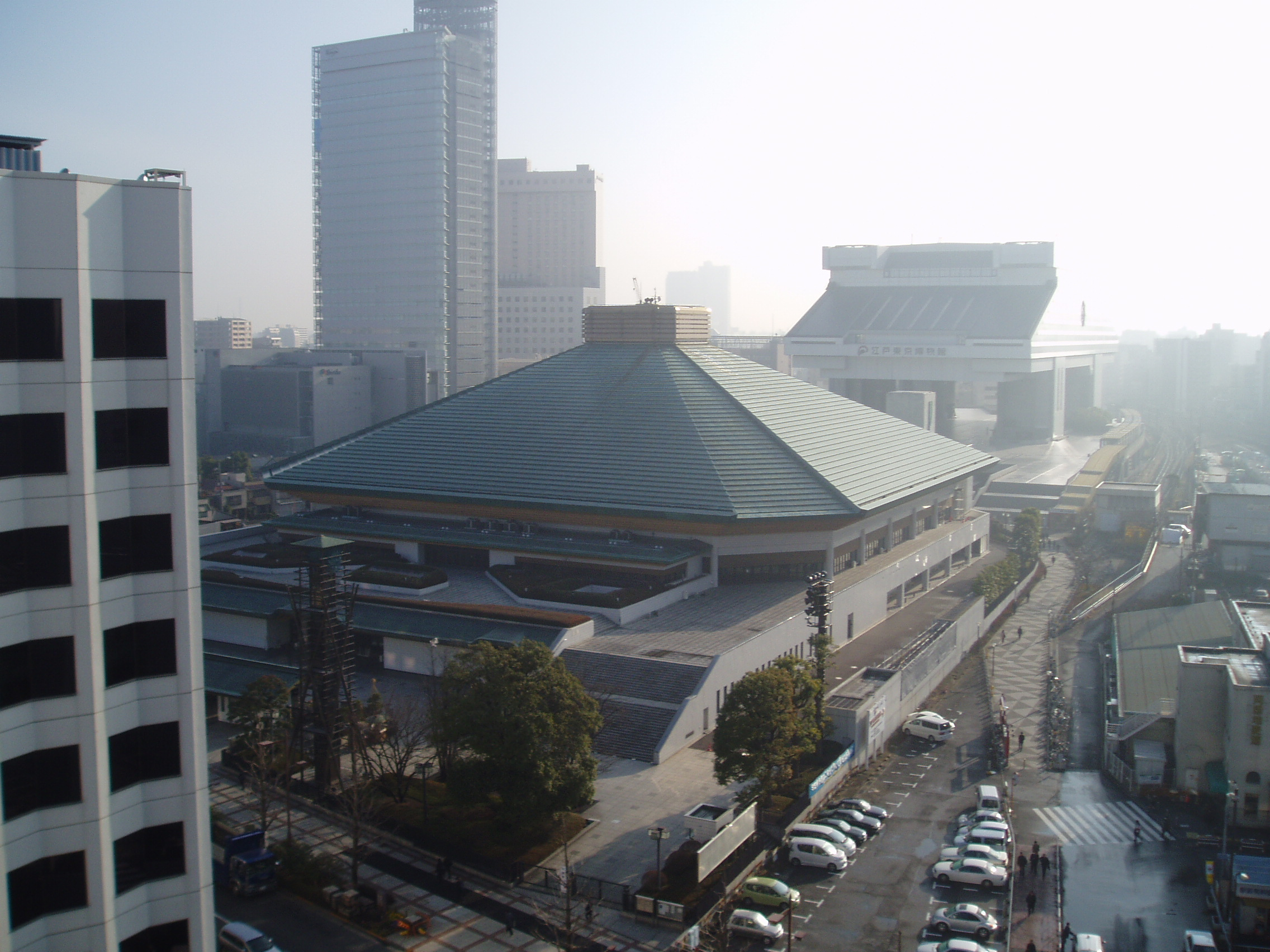
De Ryōgoku Kokugikan

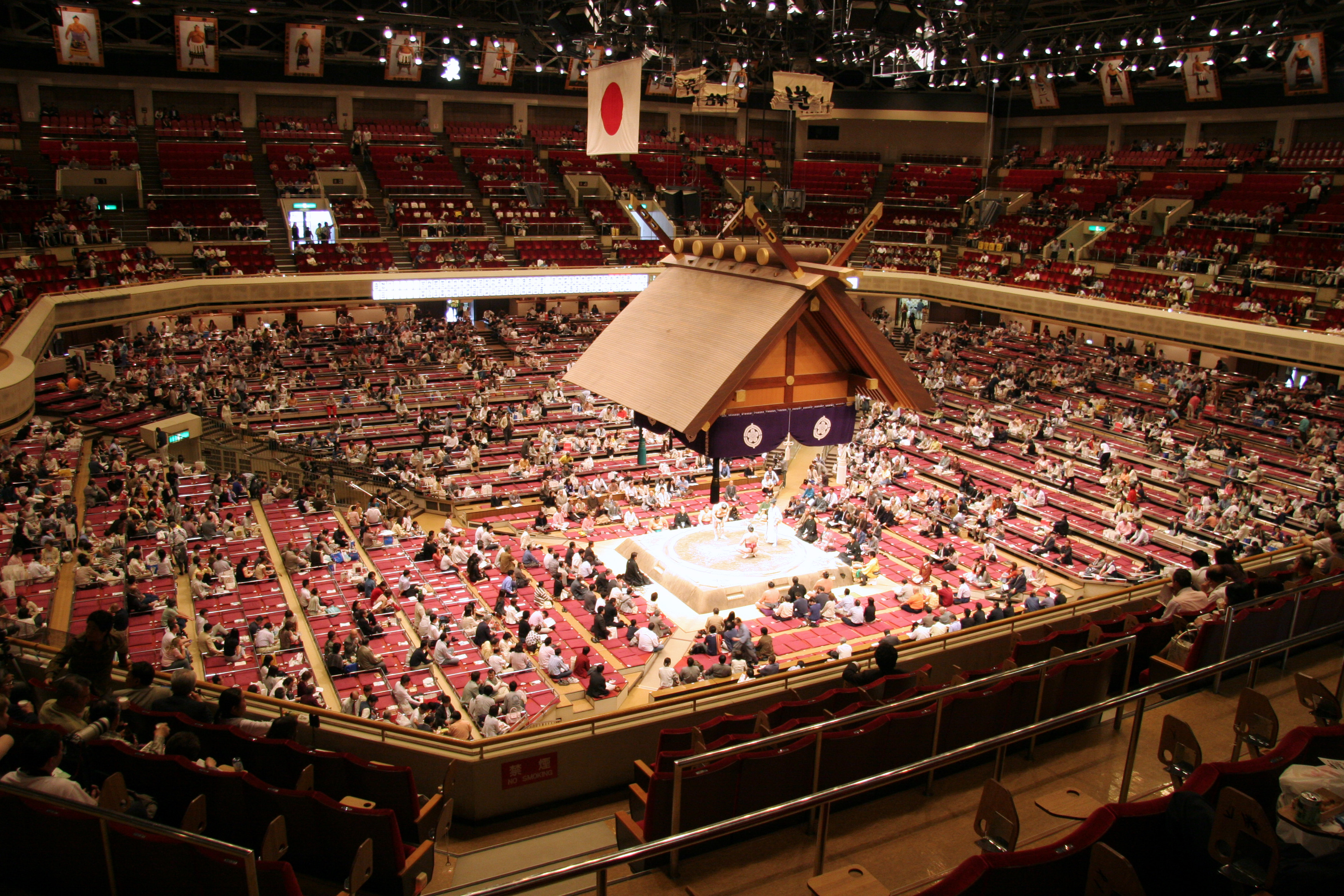
Sumo in de Ryōgoku Kokugikan in mei 2005

Ryōgoku Kokugikan (Japans: 両国国技館), ook gekend als de Ryōgoku Sumo Hall of de Kokugikan Arena, is een arena in het centrum van de Japanse hoofdstad Tokio. Het bouwwerk ligt aan de oostelijke oever van de rivier Sumida in de speciale wijk Sumida, meer specifiek in de buurt Yokoami op de grens met de buurt Ryōgoku, waaraan de arena zijn naam dankt. 
De huidige arena werd in 1985 in gebruik genomen en heeft een capaciteit van 11.098 toeschouwers, het was daarmee de vervanging van de Kuramae Kokugikan in de speciale wijk Taito, een arena uit 1950 die eind 1984 uit dienst werd genomen.
De arena wordt veelal gebruikt voor sumoworsteltoernooien of honbasho. Het is jaarlijks de locatie van de Hatsu honbasho (het nieuwjaarstoernooi in januari), de Natsu honbasho (het zomertoernooi in mei) en de Aki honbasho (het herfsttoernooi in september). In het gebouw is ook een museum ingericht over de geschiedenis van sumo. Het gebouw is eigendom van en wordt uitgebaat door de Japanse Sumo Associatie.
De arena wordt ook gebruikt voor andere sportevenementen waaronder boksen en worstelen, en is de locatie van muziekoptredens. Het bouwwerk ligt vlak naast het Edo-Tokyomuseum. In de animetelevisieserie Hajime no Ippo vinden bokswedstrijden plaats in de Ryōgoku Kokugikan.
Tijdens de Olympische Zomerspelen 2020 is de arena de locatie van de bokscompetitie.